# Revúčka
Revúčka (též Revúška, dříve Malá Revúca, německy Kleinrauschenbach, maďarsky Kisrőce) je část města Revúca. Nachází se zde kostel Nanebevzetí Panny Marie.

## Přírodní poměry
Revúčka leží v Muráňské planině, na pokraji Stolických vrchů, cca 1 km severně od vlastního města Revúca. V Revúčce se slévá Slianový potok a říčka Zdychava. Poblíž se nachází chráněný areál Lúky pod Ukorovou.

## Historie
Revúčka byla původně samostatná obec. V roce 1921 zde stálo 104 domů a žilo zde 486 obyvatel. V roce 1976 byla Revúčka přičleněna k městu Revúca.